# Repartição Negra
Repartição Negra (em russo: Чёрный передел) foi um partido socialista federalista de caráter revolucionário na Rússia ao início da década de 1880.
Repartição Negra surgiu entre agosto e setembro de 1879 após a fratura de Terra e Liberdade (Земля и Воля). O nome provém dos rumores que circularam entre os camponeses russos sobre uma iminente repartição (na realidade, uma nova rotação da terra); e o termo negra faz referência à fertilidade da terra. 
À partida, a Repartição Negra recusava os meios violentos e o uso do terror e da conspiração política que eram caraterísticos doutros grupos vigorantes na altura, como o Vontade do Povo (Нарoдная вoля), e preferia a utilização de meios de agitação e propaganda como método de luta. O núcleo fundamental do grupo sediou-se em Petrogrado e estava composto por Georgi Plekhanov, Pavel Akselrod, Osip Aptekman, Lev Deitch, Vera Zasulitch, Elizaveta Kovalskaia e Nikolai Shchedrin que organizaram uma imprensa e publicaram dois jornais, Repartição Negra e Coração (Зерно), e desenvolveram relações com estudantes e trabalhadores da cidade. Simultaneamente, funcionaram órgãos periféricos da Repartição Negra em Moscovo, Kharkov, Cazã, Perm, Saratov, Samara e outras cidades. 
No início de 1880, Plekhanovm, Deitch e Zasulitch exiliaram-se na Suíça e entraram na organização, como novos membros da cúpula, Anatoli Bulanov, M. Reshko, K. Zagorski e M. Sheftel, que abriram uma nova imprensa clandestina em Minsk e implementaram os seus contactos com a classe operária. O núcleo dirigente, ademais, foi transladado a Moscovo. Na primavera desse ano, Kovalskaia e Shchedrin organizaram em Kiev a União de Operários do Sul da Rússia (Южнорусский рабочий союз), que aglutinou vários centos de trabalhadores. 
Porém, entre 1880 e 1881 numerosos arrestos debilitaram a organização, o que provocou mudanças no modo como a Repartição Negra via a revolução, especialmente devido ao sucesso que estava a atingir a organização Vontade do Povo. Isso fez com que muitos de seus membros, como Iakov Stefanovitch e Anatoli Bulanov, aderissem às suas táticas. Na realidade, isso significou que, no final de 1881, a Repartição Negra tinha deixado de existir como organização, embora alguns dos seus membros continuassem a operar até aproximadamente 1885. A linha oposta aos populistas de Vontade do Povo continuou, porém, com os membros originais exilados, que na Genebra tinham fundado uma nova organização na linha da Repartição Negra, sob o nome de  Emancipação do Trabalho (Освобождение труда). 